# Галібаренко Наталія Миколаївна
Ната́лія Микола́ївна Галібаренко (нар. 12 травня 1978, Київ, УРСР) — українська політична діячка, дипломатка. Голова Місії України при НАТО з 30 липня 2021 року до 13 червня 2025 року.
Надзвичайний і Повноважний Посол України у Великій Британії з 26 серпня 2015 року до 20 липня 2020.
Перша заступниця міністра МЗС України з 9 березня 2014 до 2 грудня 2015.
Брала участь у численних двосторонніх і багатосторонніх переговорних процесах діяльності України, зокрема, у рамках ЄС, НАТО, Ради Європи, ОБСЄ та інших міжнародних організацій.

## Біографія
Народилася 12 травня 1978 у Києві.
2000 року закінчила Інститут міжнародних відносин КНУ ім. Шевченка. Вільно володіє англійською та іспанською мовами.
Одружена з Олександром Науменком. Має сина Івана.

## Політична кар'єра
З 2000 року працювала на посадах аташе та третього секретаря Кабінету Міністра закордонних справ України, третього та другого секретаря Представництва України при ЄС.
У 2006—2007 роках — головна консультантка Департаменту європейської та євроатлантичної інтеграції Головної служби зовнішньої політики Секретаріату Президента України.

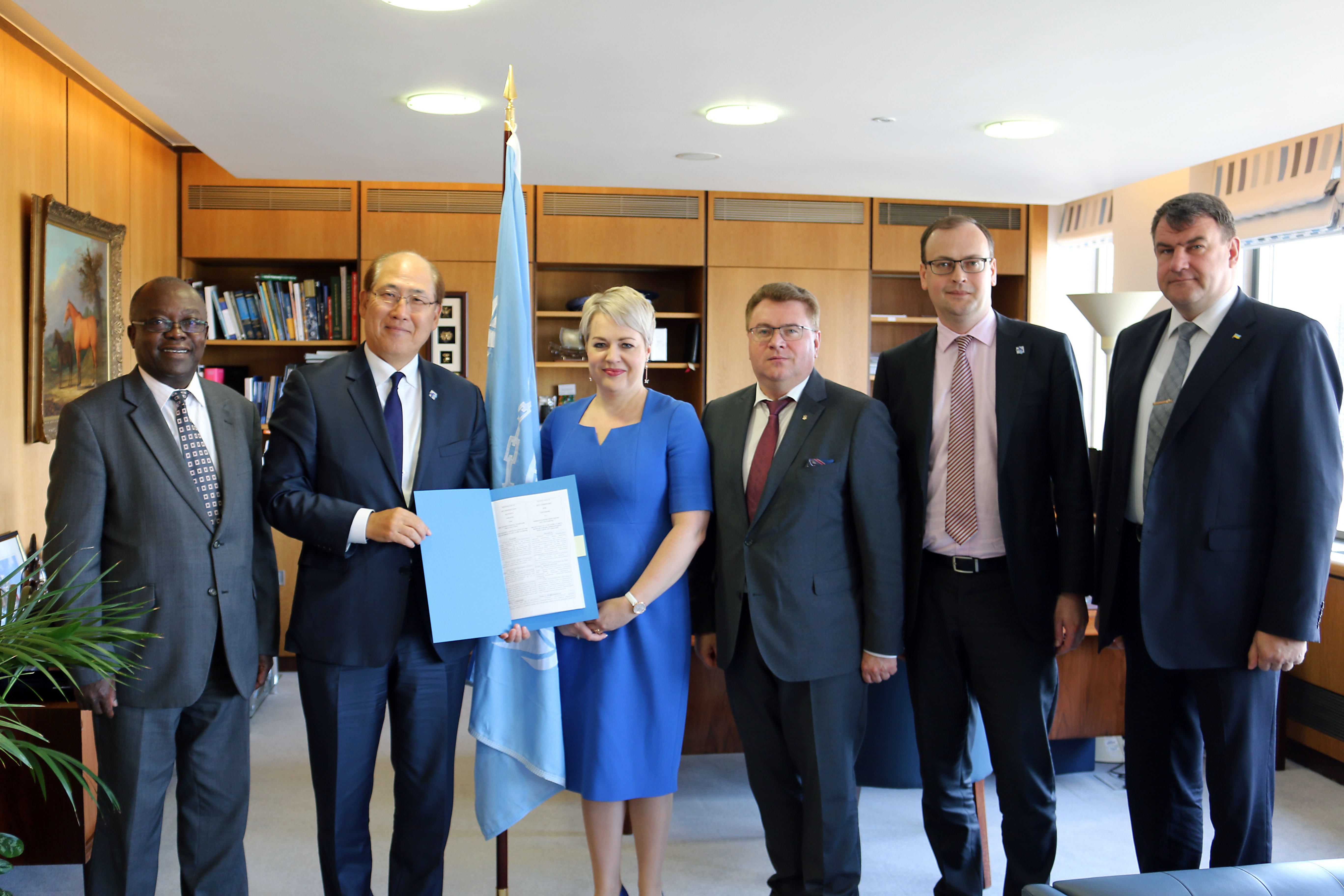
Наталія Галібаренко у штаб-квартирі ІМО в Лондоні, 18 травня 2018 року, на зустрічі для підписання Меморандуму про взаєморозуміння щодо участі України в Системі аудиту держав-членів ІМО (IMSAS).

У 2007—2009 роках була завідувачкою Сектору із забезпечення роботи заступника Міністра закордонних справ України.
У 2009—2012 роках — керівниця відділу, заступниця директора департаменту, керівниця відділу з питань співробітництва в політичній, безпековій і оборонній галузях Департаменту Європейського Союзу МЗС України.
З жовтня 2012 року до березня 2014 року — заступниця Постійного представника України при міжнародних організаціях у Відні (Австрія).
З 9 березня 2014 до 2 грудня 2015 перша заступниця міністра закордонних справ. Член української частини Консультаційного Комітету Президентів України та Республіки Польща.
З 26 серпня 2015 до 20 липня 2020 — Надзвичайний і Повноважний Посол України у Великій Британії. Під її керівництвом посольство займало активну проукраїнську позицію та просувало інтереси країни у перемовинах із британським урядом та політиками[джерело?].
З 25 вересня 2015 до 20 липня 2020 року — Постійна представниця України при Міжнародній морській організації (ІМО) за сумісництвом.
30 липня 2021 року указом Президента України Володимиром Зеленським призначена головою Місії України при НАТО. Галібаренко стала першою жінкою в історії України, яка очолила цей пост. 13 червня 2025 року звільнена.

## Дипломатичний ранг
- Надзвичайний і Повноважний Посланник другого класу (12.2013).[16]
- Надзвичайний і Повноважний Посланник першого класу (2016).[17]

## Доходи і статки
Згідно із декларацією, за 2019 рік Галібаренко отримала 368 тис. грн. зарплати та 2 млн 316 тис. грн. компенсаційних виплат у Міністерстві закордонних справ України.